# Генрих Гессен-Кассельский
Генрих Гессен-Кассельский (полное имя — Генрих Вильгельм Константин Виктор Франц) (30 октября 1927 — 18 ноября 1999) — принц из Гессенского дома, немецкий художник, живописец и сценограф.

## Биография
Родился 30 октября 1927 года в Риме. Второй сын принца Филиппа Гессенского (1896—1980) и принцессы Мафальды Савойской (1902—1944), дочери последнего короля Италии Виктора Эммануила III.
Во время Второй мировой войны отец и мать Генриха были арестованы Гестапо и заключены в концлагерь. Его мать Мафальда Савойская погибла в 1944 года во время бомбардировки авиацией союзников концлагеря Бухенвальд. Генрих с сестрой Элизабет и братьями Морицем и Отто провели детство в Риме. С 1933 года он попеременно проживал с родителями в Касселе и Риме. После войны Генрих воссоединился со своим отцом в Германии.

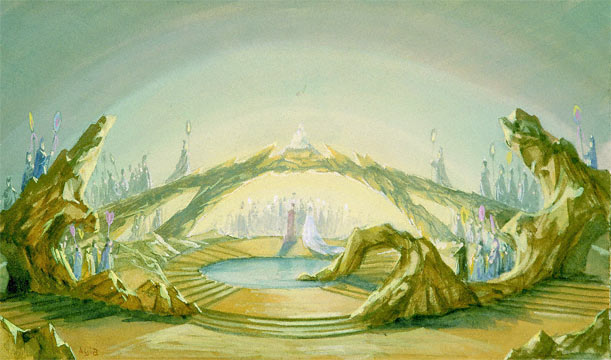
Генрих Гессенский. Эскиз сцены для оперы «Турандот» Джакомо Пуччини, гуашь, 1965 год

После окончания школы-гимназии Биберштайн в 1946 году Генрих Гессенский переехал в Италию, где был известен как Энрико д’Ассии. Он занимался живописью (романтично-игривый стиль живописи с сюрреалистическими элементами). Начиная с 1960-х годов стал проектировать декорации к операм в Риме и Флоренции, в частности театра Ла Скала в Милане. В частной резиденции Некки Кампильо в Милане «Вилла Некки Кампильо» есть «номер принца», названный в честь Генриха Гессенского. В музее замка Фазанери в городе Айхенцелль с 2009 года выставлена галерея работ принца Генриха. Он также опубликовал книгу воспоминаний «Der Kristallene Lüster» (Мюнхен, 1994).
Не был женат и не имел детей.
Скончался во Франкфурте-на-Майне.